# Phare de Torre Sant'Andrea di Missipezza
Le phare de Torre Sant'Andrea di Missipezza (en italien : Faro di Torre Sant'Andrea di Missipezza) est un phare situé à Torre Sant'Andrea une frazione de la municipalité de Melendugno, dans la région des Pouilles en Italie. Il est géré par la Marina Militare.

## Histoire
Ce phare, mis en service en 1936, est une lanterne placée au sommet d'une ancienne tour de défense côtière. Relié au réseau électrique, il est automatisé. Il est localisé à 2.5 km au sud de Torre dell'Orso, une station balnéaire de Melendugno.

## Description
Le phare  est une tour carrée en maçonnerie de 16 m de haut, avec galerie et lanterne. Le phare, du côté mer, est peint en damier noir et blanc et les trois autres côtés sont blancs. Il émet, à une hauteur focale de 24 m, deux éclats blancs et rouges, selon direction, de une seconde toutes les 7 secondes. Sa portée est de 15 milles nautiques (environ 28 km) pour le feu blanc et 12 milles nautiques (environ 22 km) pour le feu rouge.
Identifiant : ARLHS : ITA-170 ; EF-3608 - Amirauté : E2188 - NGA : 10800 .

## Caractéristiques dufeu maritime
Fréquence : 7 s (WR-WR)
- Lumière : 1 seconde
- Obscurité : 1 seconde
- Lumière : 1 seconde
- Obscurité : 4 secondes

|          |
| Le phare |

### Lien connexe
- Liste des phares de l'Italie